# Betty Cuthbert
Elizabeth "Betty" Cuthbert, född 20 april 1938 i Merrylands utanför Sydney, död 6 augusti 2017 i Mandurah i Western Australia, var en australisk friidrottare som under 1950- och 60-talen tävlade i kortdistanslöpning. Hon är den enda olympiern som lyckats ta OS-guld på de tre distanserna 100, 200 och 400 meter.
Cuthberts genombrott kom när hon som 18-åring slog världsrekordet på 200 meter just innan OS skulle hållas på hemmaplan i Melbourne 1956. Väl vid OS vann hon både 100 meter och 200 meter och ingick dessutom i det australiska stafettlag som vann guld på 4 x 100 meter. 
Inför OS 1960 satte Cuthbert världsrekord på både 200 meter och 220 yards men skadade sig och kunde inte delta vid OS. Hon valde därför att sluta sin karriär. 
Två år senare gjorde hon comeback inför Samväldesspelen och var med i det australiska stafettlag som vann guld på 4 x 110 yards. 
Vid Olympiska sommarspelen 1964 valde hon att bara tävla på den nya distansen 400 meter och vann sin fjärde guldmedalj.
Cuthbert var även en av de sista som sprang med den olympiska elden vid invigningen av de Olympiska sommarspelen 2000 i Sydney.